# Азания
Азания (др.-греч. Ἀζανία) или Барбария (Βαρβαρία) — в античной географии область Восточной Африки, омываемая Индийским океаном, южный берег Эфиопии от мыса Ароматы (Гвардафуй) до мыса Рапта (Raptum). Залив у Азании греки называли Барбарийским заливом (Βαρβαρικός κόλπος, лат. sinus Barbaricus), а римляне — Азанийским морем (mare Azanium).
Через океанские порты в Моху из северной Азании вывозили миро и ладан, из южной — слоновую кость, рог носорога, черепашьи панцири (черепаховую кость), кокосы (кокосовое масло); ввозили изделия из железа, стекла, зерно, вина. Главным торговым городом Азании была Рапта в устье Руфиджи. Рапта была первым крупным городом Африки, одним из самых богатых городов Чёрной Африки, процветала 2000 лет назад.
Название Азания, возможно, арабского происхождения. Для древних греков Азания была далёкой и малоизвестной областью. Арабы называли регион «Страна зинджей» или «Берег зинджей». Рапта упомянута в «Географии» Птолемея. В «Перипле Эритрейского моря» Рапта упоминается как «последний торговый пункт Азании».
Азания включала в себя побережье современных Сомали, Кении, Танзании и северного Мозамбика. Археологические исследования проводятся в Азании с 1920-х гг. Джордж Хантингфорд выделял целостную «азанийскую цивилизацию», ныне речь идёт о комплексе культур раннего железного века, имеющих некоторые сходные черты. Домостроительство отражает локальные особенности. Среди погребальных сооружений известны дольмены и менгиры. Открыты памятники наскальной живописи. В Азании занимались мотыжным земледелием, знали террасирование, строили ирригационные сооружения, дороги.
Азанией в 2011—13 годах называлось самопровозглашённое при поддержке Кении автономное государство на юго-западе Сомали.